# بنة خلخال
بنة خلخال هي قرية في مقاطعة كوثر، إيران. عدد سكان هذه القرية هو 40 في سنة 2006.